# 안양시의 국회의원

## 행정구역 변천
- 1973년 7월 1일 시흥군 안양읍에 경기도 안양시 설치
- 1987년 1월 1일 광명시 소하동 일부가 석수동에 편입
- 1992년 10월 1일 구제 실시로 만안구·동안구 설치

## 안양시의 역대 국회의원
| 대수   | 이름           | 소속정당   | 임기                               | 선거구역 |
| ------ | -------------- | ---------- | ---------------------------------- | --- |
| 제10대 | 이택돈(李宅敦) | 신민당     | 1979년 3월 12일 - 1980년 7월 4일   | 부천시·안양시·시흥군·옹진군 일원(제6선거구)                                                                 |
| 제10대 | 윤국노(尹國老) | 민주공화당 | 1979년 3월 12일 - 1980년 10월 27일 | 부천시·안양시·시흥군·옹진군 일원(제6선거구)                                                                 |
| 제11대 | 윤국노(尹國老) | 민주정의당 | 1981년 4월 11일 - 1985년 4월 10일  | 안양시·시흥군·옹진군 일원(제6선거구)                                                                        |
| 제11대 | 이석용(李奭鎔) | 민주한국당 | 1981년 4월 11일 - 1985년 4월 10일  | 안양시·시흥군·옹진군 일원(제6선거구)                                                                        |
| 제12대 | 이택돈(李宅敦) | 신한민주당 | 1985년 4월 11일 - 1988년 5월 29일  | 안양시·광명시·시흥군·옹진군 일원(제4선거구)                                                                 |
| 제12대 | 윤국노(尹國老) | 민주정의당 | 1985년 4월 11일 - 1986년 12월 9일  | 안양시·광명시·시흥군·옹진군 일원(제4선거구)                                                                 |
| 제13대 | 이인제(李仁濟) | 통일민주당 | 1988년 5월 30일 - 1992년 5월 29일  | 안양시 갑: 안양1동, 안양2동, 안양3동, 안양4동, 안양5동, 안양6동, 석수1동, 석수2동, 박달동                   |
| 제13대 | 신하철(申河澈) | 통일민주당 | 1988년 5월 30일 - 1992년 5월 29일  | 안양시 을: 안양7동, 안양8동, 비산1동, 비산2동, 관양동, 평촌동, 호계1동, 호계2동, 호계3동                    |
| 제14대 | 이인제(李仁濟) | 민주자유당 | 1992년 5월 30일 - 1995년 6월 7일   | 안양시 갑: 안양1동, 안양2동, 안양3동, 안양4동, 안양5동, 안양6동, 석수1동, 석수2동, 석수3동, 박달동          |
| 제14대 | 이석현(李錫玄) | 민주당     | 1992년 5월 30일 - 1996년 5월 29일  | 안양시 을: 안양7동, 안양8동, 비산1동, 비산2동, 비산3동, 관양1동, 관양2동, 평촌동, 호계1동, 호계2동, 호계3동 |

## 같이 보기
- 서울 금천구의 국회의원
- 서울 구로구의 국회의원
- 시흥시의 국회의원
- 광명시의 국회의원
- 의왕시의 국회의원
- 과천시의 국회의원
- 안양시 만안구의 국회의원
- 안양시 동안구의 국회의원